# Niccolò Codino
Niccolò Codino (La Spezia, 23 gennaio 1899 – Lucca, 18 dicembre 1983) è stato un pittore e scultore italiano.
Nasce a La Spezia, da genitori di origine genovese. Autodidatta in pittura, entra in contatto con uno scultore Del Sarto, con il quale intorno al 1917 a Torino inizia a lavorare la creta. Nello stesso periodo consegue il diploma di maestro ed è arruolato come soldato d’artiglieria: è a Casale Monferrato per poi raggiungere il fronte del Piave.
Nell’ottobre 1919 si trasferisce a Lucca dove insegna presso le scuole elementari dedicandosi anche alla pittura e alla scultura.
Artisticamente attivo tra la sua città natale e Lucca, nel 1921 tiene la sua prima mostra di scultura a Lucca, insieme al pittore Raffaello Isola. Poco dopo sposa la spezzina Elda Bernabò, dalla quale ha due figli, Fausto e Giovanna. 
Ha studio sul Baluardo di S. Maria e, nel periodo estivo, soggiorna spesso a Brandeglio, presso Bagni di Lucca. In seguito trasferisce il proprio studio al Baluardo S. Martino.
Agli inizi degli anni Trenta riveste l'incarico di Fiduciario del Sindacato Artisti di Lucca. Nel 1937 tiene una personale a Lucca, presso la sede dell'Unione Professionisti e Artisti. In questo periodo passa da una pittura istintiva, a pieno impasto, ad un pacato divisionismo, per poi approdare ad una sintesi delle due fasi.
Nel 1942 decide di dedicarsi unicamente alla pittura praticando diverse tecniche, compreso l’affresco. Nello stesso anno tiene  due personali a Lucca, ma espone con frequenza anche a Firenze.
Nel corso della sua carriera partecipa ad importanti esposizioni, tra cui la XVII Biennale di Venezia (1930, dove presenta il Ritratto di Angelo Silvio Novaro), la Mostra Sindacale Spezzina  (1934), il Premio Bergamo del 1939, la Mostra d'Arte Toscana a Düsseldorf (1942), varie edizioni del Premio di pittura Golfo della Spezia (1950 e 1951); la III Mostra Provinciale d’Arte di Lucchesia (1947), la Quadriennale di Roma del 1955.
Molte le sue personali: nel 1946 alla galleria Boito di Milano, nel 1947 alla galleria Vangelisti di Lucca, nel 1949 al Lyceum  di Firenze, nel 1951 a Forte dei Marmi, nel 1963 alla galleria Ghelfi di verona, nel 1964 alla galleria Macchi di Pisa, nel 1970 alla galleria La Sprugola a La Spezia, nel 1977 alla galleria Liguria di Genova. Espone per l’ultima volta a Lucca nel 1978, a Palazzo Mansi.
Nel corso della sua attività esegue busti e ritratti e alcuni monumenti ai Caduti e opere sacre per il Cimitero Urbano.Tra le opere a carattere sacro esegue gli affreschi per la Chiesa di S. Marco (1950), per il Seminario di Carraia e il trittico dedicato ai Santi Caterina, Barbara e Francesco per la Cappella della Caserma di S. Romano, terminato nel 1953. 

È anche autore dei due gruppi scultorei che adornano i locali della sede della ex Cassa di Risparmio di Lucca, in Piazza San Giusto. 

Un suo gesso di Busto eroico è catalogato tra i censito nel catalogo dei Beni culturali italiani ed è conservato nel Museo Nazionale di Palazzo Mansi a Lucca.
Tra i riconoscimenti conseguiti si ricordano la medaglia d’oro nel Concorso Nazionale Albacini di scultura, bandito dall’Accademia nazionale di San Luca (Roma, 1929); i premi in occasione della Mostra del Paesaggio Montano (Milano, 1929); della Mostra della Società delle Belle Arti di Firenze (Montecatini, 1932); del concorso indetto nel 1947 dalla Galleria Bruno Vangelisti di Lucca per il dipinto "Solitudine", il primo premio per l’arte contemporanea al concorso di pittura “Silvestro Lega” (Livorno, 1963).
Muore a Lucca nel 1983. 
Due anni dopo, nel 1985, la città di Lucca lo ricorda con una personale postuma nel Ridotto del Teatro del Giglio.